# کریستینا زودرباوم
کریستینا زودرباوم (انگلیسی: Kristina Söderbaum؛ ۵ سپتامبر ۱۹۱۲ – ۱۲ فوریهٔ ۲۰۰۱) یک هنرپیشه و عکاس اهل سوئد بود.
از فیلم‌ها یا برنامه‌های تلویزیونی که وی در آنها نقش داشته‌است می‌توان به زوس یهودی و قطار شبانه به ونیز اشاره کرد.